# Полианилин

Структура полианилина: n+m = 1, x = степень полимеризации

Полианили́н — полимер, обладающий электронной проводимостью, в отличие от большинства известных полимеров, которые при нормальных условиях являются изоляторами. Не вызывает иммунный ответ
Полианилин состоит из повторяющихся N-фенил-п-фенилендиаминных и хинондииминных блоков. В зависимости от их соотношения различают лейкоэмеральдин (n = 1, m = 0), пернигранилин (n = 0, m = 1) и эмеральдин (n = 0.5, m = 0.5). Два последних существуют в форме соли и основания.

## Историческая справка
Полианилин был открыт в 19 веке Ф. Френсисом Рунье, Карлом Фрицше, Джоном Лайтфудом и Генри Летеби. Лайтвуд изучал окисление анилина, который был впервые выделен за 20 лет до этого. Он изобрёл первый коммерчески успешный способ получения пигмента, названного анилиновый чёрный. Первая публикация посвященная полианилину датируется 1862 годом. С начала 20 века несколько работ, посвящённых изучению структуры полианилина (ПАНИ) было опубликовано. В ранних работах предполагалось, что ПАНИ имеет линейную форму в результате полимеризации «голова к хвосту». В рамках этой модели три различные формы ПАНИ были предложены:
Лейкоэмеральдин (неокисленная форма)
Эмеральдин (частично окисленная форма)
Пернигранилин (полностью окисленная форма)
В зависимости от соотношения различных форм ПАНИ в полимерной цепи, варьируется его проводимость. Наибольшей проводимостью ПАНИ обладает в форме эмеральдина.
Последние исследования показали, что в действительности ПАНИ имеет сложную нерегулярную структуру с большим количеством разветвлений и функциональных групп. Это происходит вследствие окисления мономерных и димерных частиц в процессе полимеризации. 

## Синтез
Существует два основных подхода для синтеза ПАНИ — электрохимическое осаждение и окислительная полимеризация. Первый подход основан на формировании катион-радикальных частиц анилина в приэлектродной области под действием электрического тока. Электрохимическое осаждение позволяет получать ПАНИ в виде тонких плёнок на различных поверхностях. Выделяют три основных режима осаждения ПАНИ: потенциостатический (задаётся постоянный потенциал), гальваностатический (задаётся постоянный ток) и потенциодинамический. Основными достоинствами этого подхода являются чистота синтезируемого ПАНИ (как правило, ПАНИ, получаемый этим способом, не требует дополнительной очистки от непрореагировавших мономерных частиц и окислителя), однородность осаждаемой плёнки, возможность контроля преимущественной формы ПАНИ во время синтеза путём контроля тока и потенциала. Данный метод подходит исключительно для осаждения тонких плёнок. Окислительная полимеризация ПАНИ заключается в формировании катион-радикальных частиц за счёт отщепления протона в результате химической реакции с окислителем. Наиболее широко используемыми окислителями для синтеза ПАНИ являются персульфат аммония, пероксид водорода, хлорид железа lll. В данном случае преимущественная форма ПАНИ определяется pH среды. Так для синтеза ПАНИ В форме эмеральдиновой соли pH от 1 до 3 достигается путём добавления различных кислот или использованием буферных растворов.

## Свойства
- лейкоэмеральдин представляет собой бесцветное вещество, медленно окисляющееся на воздухе
- пернигранилин и его соль — неустойчивые сине-лиловые соединения
- эмеральдиновое основание — темно-фиолетовое вещество, которое при протонировании сильными кислотами дает соль зеленого цвета с проводимостью около 1 См/см и выше.